# ساجاستس
الساجاستس (Saghacetus) هو جنس منقرض من باسيلوصوريات الحيتان القديمة، عاش خلال مرحلة البريابوني خلال عصر الإيوسين، تم اكتشاف الحفريات في تكوين قصر الصاغة في مصر.